# 呂祐吉
呂祐吉（：／，1567年—1632年），字尚天，號稚溪、又号痴溪，本貫咸陽呂氏。朝鮮王朝中期的文臣、外交官、政治人物。
1591年，在那年的朝鮮科舉別試文科的乙科，中及第。
1596年，作為使臣中的一員前往明朝。歷任兵曹正郎、平安道都事、司諫院正言、司憲府持平、掌令、成均館直講等職。
1607年（朝鮮宣祖40年、明萬曆35年） ，呂祐吉以回答兼刷還使的身份出使日本，會見日本德川幕府將軍德川秀忠。這是自萬曆朝鮮之役以後朝鮮第一次向日本派遣使者。朝鮮提議恢復雙方邦交，並遣返了戰爭中的日本籍俘虜。
1614年，再次出任陳慰使，並往赴明朝。又出任江原道觀察使。1618年，歷任公洪道觀察使。

## 家人
- 曾祖父 ： 呂世琛（여세침）
  - 祖父 ： 呂淑（여숙）
    - 父親 ： 呂順元（여순원）
    - 母親 ：李瑛 （이영）之女